# جک بورکیت
جک بورکیت (انگلیسی: Jack Burkitt; ۱۹ ژانویهٔ ۱۹۲۶ – ۱۲ سپتامبر ۲۰۰۳) بازیکن فوتبال اهل بریتانیا بود.
از باشگاه‌هایی که در آن بازی کرده‌است می‌توان به باشگاه فوتبال دارلاستون و باشگاه فوتبال ناتینگهام فارست اشاره کرد.